# 빙삭
빙삭(1992년 9월 30일 ~ )은 대한민국의 여자 뮤지컬배우이자 발라드 가수이다. 부드럽고 맑은 목소리로 따뜻한 메시지를 전달한다.

## 발매 음반
| 《너의 별》 | 2024.09.30 |

## 공연
| 방긋, 빙삭 콘서트 《너와 나의 우주》 | 2024.12.28 | 서울 H-스테이지 |

## 뮤지컬
| 뮤지컬 《크리스마스 랩소디》 | 2021      |
| 뮤지컬 《판타지아》          | 2017-2018 |
| 뮤지컬 《로렐라이》          | 2016      |